# 荒尾警察署
荒尾警察署（あらおけいさつしょ）は、熊本県警察所管の警察署で、管内面積は76．58平方キロメートル、管内人口は約7万人となっている。

## 所管区域
- 荒尾市
- 玉名郡長洲町

## 所在地
- 熊本県荒尾市蔵満1863-2

## アクセス
- 国道208号線沿い
- 最寄バス停：産交バス「水島」バス停

## 交番・駐在所

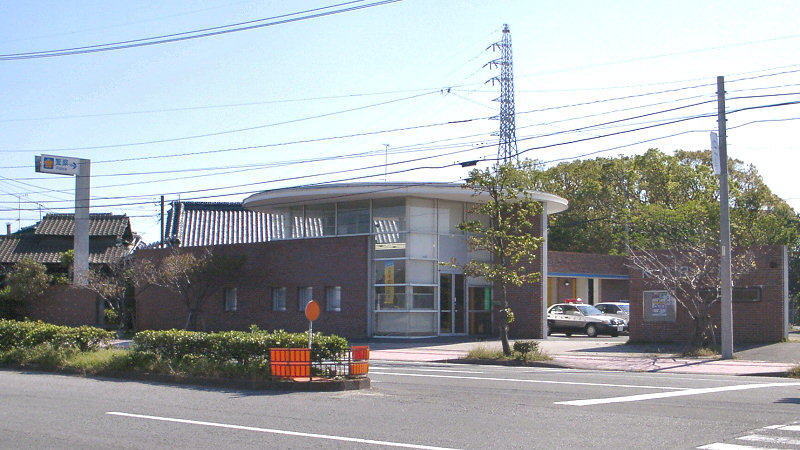
長洲交番

| 名称         | 読み           | 所在地                        |
| ------------ | -------------- | ----------------------------- |
| 長洲交番     | ながす         | 玉名郡長洲町大字長州2006番地2 |
| 荒尾駅前交番 | あらおえきまえ | 荒尾市昭和町4番21号           |
| 緑ヶ丘交番   | みどりがおか   | 荒尾市緑ヶ丘5丁目1番地8       |
| 府本駐在所   | ふもと         | 荒尾市樺972番地2              |
| 八幡駐在所   | やはた         | 荒尾市菰屋2207                |
| 腹赤駐在所   | はらか         | 玉名郡長洲町大字腹赤105番地   |

## 関連リンク
- 熊本県警察